# Butte aux Français
La butte aux Français ou butte des Français (en anglais : Frenchman Butte) est une colline située à une cinquantaine de kilomètres au nord-est de la ville de Lloydminster dans la province de la Saskatchewan.

## Toponymie
Dans l'acceptation générale récente, le nom de la butte des Français proviendrait de l'assassinat par des Amérindiens d'un « Français » ayant établi un poste de traite dans les environs. Il leur avait procuré de l'alcool de qualité douteuse.
Émile Petitot avait entendu une anecdote différente. Selon celle-ci, la butte était connue en cri sous le nom de Wémistakousiw Takatçina (« Butte des Français »). Le nom rappellerait le massacre de 11 explorateurs français par les Brochets. Petitot avait émis l'hypothèse qu'il s'agirait des hommes de Joseph-Claude Boucher de Niverville. Pour le mobile du massacre, il s’agirait probablement, selon André Champagne, de représailles des Brochets contre les Assiniboines, qui étaient en bons termes avec les Français. Cependant, la distance rend peu probable le fait qu'il s'agisse du lieu de l'établissement du fort La Jonquière. Il pourrait aussi s'agir d'un fort établi par Louis de La Corne. Il était aisé pour ses hommes de faire les 250 km qui séparaient la butte du fort de La Corne, la rivière n'ayant aucun obstacle à l'amont du fort.
Finalement, selon Alan Rayburn, le nom de la butte serait lié à la légende d'un « Canadien », probablement un voyageur provenant du fort Vermillion (en), qui aurait été assassiné par des Amérindiens vers 1800.

## Géologie
La butte des Français est située dans la formation de Lea Park (en), une formation du bassin sédimentaire de l'Ouest canadien. Cette formation du Campanien inférieur (entre 83,5 et 80,6 millions d'années) est composée de schiste gris entrecoupé de siltstone. Elle comprend aussi des gisements de bentonite. Les fossiles des foraminifères et des mollusques sont abondants.

## Histoire
Le lieu est devenu, en 1929, un lieu historique national du Canada en raison de la bataille de Frenchman Butte qui se déroula en 1885 lors de la rébellion du Nord-Ouest entre les Amérindiens Cris et les Métis d'une part et les troupes canadiennes d'autre part.

## Patrimoine
La principale valeur archéologique de la butte aux Français est la présence de 98 tranchées défensives qui ont été creusées par les Cris en 1885. Il s'agit de simples trous creusés à la hâte, mais ces derniers sont remarquablement bien conservés. On n'y observe aucune structure moderne, et le paysage environnant est resté inchangé depuis 1885.
La désignation patrimoniale comprend aussi la position canadienne, qui est située au sud de la vallée du ruisseau Little Red Deer, mais cette position est située hors du territoire de Parcs Canada,.
Un musée retrace l'historique de la bataille et de la vie des premiers colons dans la municipalité rurale de Frenchman Butte No 501, à 5 km à l'ouest du parc.